# هيو كارثي
هيو كارثي (بالإنجليزية: Hugh Carthy)‏ (و. 1994  م) هو راكب دراجة هوائية بريطاني، شارك في فولتا أستورياس 2016، مركز لعبه هو متخصص التسلق ‏.

## سباقات أو مراحل فاز بها
| التاريخ        | السباق                             | المركز                                                                  |
| -------------- | ---------------------------------- | ----------------------------------------------------------------------- |
| 15 يونيو 2014  | طواف كوريا 2014                    | الفائز في التصنيف العام                                                 |
| 11 أبريل 2015  | طواف إقليم الباسك 2015             | التاسع في تصنيف الجبال                                                  |
| 23 أغسطس 2015  | يو إس إيه برو تشالنج 2015          | الثاني في تصنيف أفضل شاب، التاسع في التصنيف العام                       |
| 27 مارس 2016   | فولتا كاتالونيا 2016               | الأول في تصنيف أفضل شاب، التاسع في التصنيف العام                        |
| 02 أبريل 2016  | جائزة ميغيل إندوراين 2016          | الثامن في التصنيف العام                                                 |
| 02 مايو 2016   | فولتا أستورياس 2016                | الفائز في التصنيف العام                                                 |
| 08 مايو 2016   | طواف كوميونيداد مدريد 2016         | التاسع في التصنيف العام                                                 |
| 01 يناير 2016  | برويبا فيلافرانسا دي أورديزيا 2016 | السادس في التصنيف العام                                                 |
| 26 مارس 2017   | فولتا كاتالونيا 2017               | السادس في تصنيف أفضل شاب                                                |
| 11 فبراير 2018 | طواف كولومبيا 2018                 | الخامس في تصنيف أفضل شاب                                                |
| 25 مارس 2018   | فولتا كاتالونيا 2018               | السادس في تصنيف أفضل شاب                                                |
| 19 أغسطس 2018  | كولورادو كلاسيك 2018               | الأول في تصنيف الجبال، الثالث في التصنيف العام                          |
| 23 يونيو 2019  | طواف سويسرا 2019                   | الأول في تصنيف الجبال، السادس في تصنيف النقاط، التاسع في تصنيف أفضل شاب |

## روابط خارجية
- هيو كارثي على موقع الاتحاد الدولي للدراجات (الإنجليزية)
- هيو كارثي على موقع أرشيف الدراجات (الإنجليزية)
- هيو كارثي على موقع إحصائيات الدراجات الإحترافية (الإنجليزية)
- هيو كارثي على موقع نسبة الدراجات (الإنجليزية)
- هيو كارثي على موقع CycleBase (الإنجليزية)